# Jan Verplaetse
Jan Verplaetse (Sleidinge, 1969) is een Vlaamse filosoof en schrijver. Hij is hoofddocent rechtsfilosofie en ethiek aan de Faculteit Recht en Criminologie van de Universiteit Gent. Hij is de auteur van onder meer Het morele brein (2006), Het morele instinct (2008), Zonder vrije wil (2011), Bloedroes (2016) en Ultramontaan (2024).

## Biografie
Verplaetse studeerde wijsbegeerte aan de Universiteit Gent en promoveerde in 2002 met een proefschrift over wetenschappelijke pogingen om de moraal in de menselijke hersenen te lokaliseren. Het morele brein (2006) is de handelseditie van dit proefschrift.
In 2004 richtte hij met Johan Braeckman The Moral Brain Research Unit op, een interdisciplinaire groep van Belgische en Nederlandse wetenschappers met een fascinatie voor de ontwikkeling en diversiteit van moreel en immoreel gedrag. Bijzondere interesse was er voor de biologische oorsprong en neurologische verankering van dit gedrag. In 2006 was hij gastcurator van de tentoonstelling 'Voorbij goed en kwaad' (i.s.m. Museum Dr. Guislain, oktober 2006 tot april 2007). In 2009 publiceerde deze onderzoeksgroep het overzichtswerk The moral brain : essays on the evolutionary and neuroscientific aspects of morality (Springer) dat later naar het Japans vertaald werd. Voor Het morele instinct (2008, ook in het Duits beschikbaar) ontving hij in 2009 de Eurekaprijs voor wetenschapscommunicatie (NWO, Nederland).
In 2011 verscheen zijn Zonder vrije wil. Een filosofisch essay over de verantwoordelijkheid (Nieuwezijds) dat de shortlist haalde van de Nederlandse Socratesbeker voor het meest prikkelende filosofieboek. Rond dit boek met zijn erg provocatieve stelling geeft Verplaetse lezingen in binnen- en buitenland en roerde hij zich in debatten voor een meer humane toekomst van het Belgische strafrecht. Samen met enkele Belgische magistraten, die zich verzetten tegen de dominerende vergeldingsidee en het eenzijdig beklemtonen van schuld, verdienste en morele verantwoordelijkheid, organiseerde hij het symposium Schuld onder de Schedel (Gent, 31 mei 2013).
Verplaetse is de mede-oprichter van Consequent, een denktank die zich verdiept in het niet-bestaan van de vrije wil en stuurgroepvoorzitter van dader-slachtoffer bemiddeling Oost-Vlaanderen, in nauwe samenwerking met Moderator. Hij is tevens co-auteur, met Charles Delmotte, van Beginselen van samenleven. Handboek Ethiek en Rechtsfilosofie (2017).

## Publicaties
- Het morele brein - Jan Verplaetse (Garant, 2006 - ISBN 978-9-0441-1883-4).
- For the sake of argument. Argumentatieleer voor juristen en ethici - Jan Verplaetse (Maklu, 2008 - ISBN 978-9-0466-0220-1).
- Het morele instinct: over de natuurlijke oorsprong van onze moraal - Jan Verplaetse (Nieuwezijds, 2008 - ISBN 978-9-0571-2281-1).
- Localizing the moral sense: neuroscience and the search for the cerebral seat of morality, 1800-1930 - Jan Verplaetse (Springer, 2009 - ISBN 978-1-4020-6321-3).
- The moral brain. Essays on the evolutionary and neuroscientific aspects of morality - Jan Verplaetse, Jelle De Schrijver, Sven Vanneste en Johan Braeckman (eds.) (Springer 2009 - ISBN 978-1-4020-6287-2).
- Zonder vrije wil. Een filosofisch essay over verantwoordelijkheid - Jan Verplaetse (Nieuwezijds 2011 - ISBN 978-9-0571-2328-3).
- Bloedroes: over onmodern geluk - Jan Verplaetse (Nieuwezijds 2016 - ISBN 978-9-0571-2463-1).
- Beginselen van samenleven. Handboek ethiek en rechtsfilosofie - Jan Verplaetse en Charles Delmotte (Maklu, 2017 - ISBN 978-9-0466-0888-3).